# Éliminatoires du Championnat d'Afrique des nations de football 2022
Navigation
Cameroun 2020 Kenya/Ouganda/Tanzanie 2024
Les qualifications de championnat d'Afrique des nations 2022 se déroulent entre le 27 juillet et le 4 septembre 2022 et s'effectuent par zone. Seuls les joueurs de l'équipe nationale jouant dans les championnats de leur pays sont éligibles pour participer au tournoi.

## Équipes
Au total, 18 équipes qualifiées participent au tournoi final, y compris l'Algérie qui se qualifie automatiquement en tant que pays organisateur. Le tirage au sort s'est effectué le 26 mai 2022 au siège de la CAF au Caire, en Égypte.
| Zone    | Places Qualificatifs      | Équipes participantes aux éliminatoires                                                                         | Équipes forfaits           |
| ------- | ------------------------- | --- | -------------------------- |
| UNAF    | 2 places + Algérie (hôte) | Libye Maroc | Égypte Tunisie             |
| UFOA A  | 3 places                  | Cap-Vert Gambie Guinée Guinée-Bissau Liberia Mali Mauritanie Sierra Leone                                       |                            |
| UFOA B  | 3 places                  | Bénin Burkina Faso Côte d'Ivoire Ghana Niger Nigeria Togo                                                       |                            |
| UNIFFAC | 3 places                  | Cameroun Centrafrique Tchad Congo RD Congo Guinée équatoriale                                                   | Gabon Sao Tomé-et-Principe |
| CECAFA  | 3 places                  | Burundi Djibouti Éthiopie Ouganda Rwanda Tanzanie Somalie Soudan Soudan du Sud                                  | Érythrée Kenya             |
| COSAFA  | 3 places                  | Angola Afrique du Sud Botswana Comores Eswatini Madagascar Malawi Maurice Mozambique Seychelles Zambie Zimbabwe | Lesotho Namibie            |

## Zone UNAF
Deux places sont données pour la zone UNAF mais à la suite du retrait de l'Égypte et de la Tunisie les deux pays restants sont donc qualifiés d'office pour la compétition
| Maroc | Qualifier d'office |
| Libye | Qualifier d'office |

## Zone UFOA A
Premier tour:
| Équipe 1     | Résultat | Équipe 2      | Aller | Retour | T.a.b. |
| ------------ | -------- | ------------- | ----- | ------ | ------ |
| Liberia      | 2 - 4    | Sénégal       | 0 - 3 | 2 - 1  | -      |
| Sierra Leone | 3 - 2    | Cap-Vert      | 2 - 0 | 1 - 2  | -      |
| Gambie       | 1 - 1    | Guinée-Bissau | 1 - 0 | 0 - 1  | 4 - 5  |

Deuxième tour:
| Équipe 1      | Résultat | Équipe 2   | Aller | Retour | T.a.b. |
| ------------- | -------- | ---------- | ----- | ------ | ------ |
| Sénégal       | 1 - 1    | Guinée     | 1 - 0 | 0 - 1  | 5 - 3  |
| Sierra Leone  | 1 - 4    | Mali       | 1 - 2 | 0 - 2  | -      |
| Guinée-Bissau | 0 - 2    | Mauritanie | 0 - 1 | 0 - 1  | -      |

## Zone UFOA B
Premier tour:
| Équipe 1 | Résultat | Équipe 2 | Aller | Retour | T.a.b. |
| -------- | -------- | -------- | ----- | ------ | ------ |
| Ghana    | 4 - 0    | Bénin    | 3 - 0 | 1 - 0  | -      |

Deuxième tour:
| Équipe 1      | Résultat | Équipe 2 | Aller | Retour | T.a.b. |
| ------------- | -------- | -------- | ----- | ------ | ------ |
| Côte d'Ivoire | 0 - 0    | Guinée   | 0 - 0 | 0 - 0  | 5 - 3  |
| Togo          | 2 - 3    | Niger    | 1 - 0 | 1 - 3  | -      |
| Ghana         | 2 - 2    | Nigeria  | 2 - 0 | 0 - 2  | 5 - 4  |

## Zone UNIFFAC
| Équipe 1           | Résultat | Équipe 2 | Aller | Retour | T.a.b. |
| ------------------ | -------- | -------- | ----- | ------ | ------ |
| Centrafrique       | 2 - 2E   | Congo    | 2 - 1 | 0 - 1  | -      |
| Guinée équatoriale | 1 - 2    | Cameroun | 1 - 0 | 0 - 2  | -      |
| Tchad              | 1 - 7    | RD Congo | 1 - 2 | 0 - 5  | -      |

## Zone CECAFA
Premier tour:
| Équipe 1 | Résultat | Équipe 2      | Aller | Retour | T.a.b. |
| -------- | -------- | ------------- | ----- | ------ | ------ |
| Éthiopie | 5 - 0    | Soudan du Sud | 0 - 0 | 5 - 0  | 5 - 3  |
| Somalie  | 1 - 3    | Tanzanie      | 0 - 1 | 1 - 2  | -      |
| Burundi  | 3 - 3    | Djibouti      | 2 - 1 | 1 - 2  | 2 - 4  |

Deuxième tour:
| Équipe 1 | Résultat | Équipe 2 | Aller | Retour | T.a.b. |
| -------- | -------- | -------- | ----- | ------ | ------ |
| Éthiopie | 1 - 0    | Rwanda   | 0 - 0 | 0 - 1  | -      |
| Tanzanie | 0 - 4    | Ouganda  | 0 - 1 | 3 - 0  | -      |
| Djibouti | 3 - 7    | Soudan   | 1 - 4 | 3 - 2  | -      |

## Zone COSAFA
Premier tour:
| Équipe 1   | Résultat | Équipe 2       | Aller   | Retour  | T.a.b. |
| ---------- | -------- | -------------- | ------- | ------- | ------ |
| Maurice    | 0 - 3    | Angola         | 0 - 2   | 0 - 1   | -      |
| Comores    | 0 - 1    | Afrique du Sud | 0 - 1   | 0 - 0   | -      |
| Botswana   | 2 - 2    | Eswatini       | 0 - 0   | 2 - 2   | -      |
| Seychelles | 0 - 4    | Madagascar     | 0 - 1   | 0 - 3   | -      |
| Malawi     | Annulée  | Zimbabwe       | Annulée | Annulée | -      |
| Mozambique | 1 - 0    | Zambie         | 0 - 0   | 1 - 0   | -      |

Deuxième tour:
| Équipe 1 | Résultat | Équipe 2       | Aller | Retour | T.a.b. |
| -------- | -------- | -------------- | ----- | ------ | ------ |
| Angola   | 6 - 1    | Afrique du Sud | 2 - 0 | 4 - 1  | -      |
| Botswana | 1 - 2    | Madagascar     | 0 - 1 | 1 - 1  | -      |
| Malawi   | 1 - 1    | Mozambique     | 1 - 1 | 0 - 0  | -      |

## Équipes qualifiées
| Équipes        | Zone    | Apparitions | Meilleurs performances                          |
| -------------- | ------- | ----------- | ----------------------------------------------- |
| Algérie (hôte) | UNAF    | 2e          | 4e place (2011)                                 |
| Maroc          | UNAF    | 5e          | Vainqueur (2018, 2020)                          |
| Libye          | UNAF    | 5e          | Vainqueur (2014)                                |
| Mali           | UFOA A  | 5e          | Deuxième (2009)                                 |
| Mauritanie     | UFOA A  | 3e          | Phase de groupes (2014, 2018)                   |
| Sénégal        | UFOA A  | 3e          | Quatrième (2016, 2020)                          |
| Ghana          | UFOA B  | 4e          | Deuxième (2009, 2014)                           |
| Côte d'Ivoire  | UFOA B  | 5e          | Troisième (2016)                                |
| Niger          | UFOA B  | 4e          | Quarts de finale (2011)                         |
| Cameroun       | UNIFFAC | 5e          | Quatrième (2020)                                |
| Congo          | UNIFFAC | 4e          | Quarts de finale (2018, 2020)                   |
| RD Congo       | UNIFFAC | 6e          | Vainqueur (2009, 2016)                          |
| Soudan         | CECAFA  | 3e          | Troisième (2011, 2018)                          |
| Éthiopie       | CECAFA  | 3e          | Phase de groupes (2014, 2016)                   |
| Ouganda        | CECAFA  | 6e          | Phase de groupes (2011, 2014, 2016, 2018, 2020) |
| Angola         | COSAFA  | 4e          | Deuxième (2011)                                 |
| Madagascar     | COSAFA  | 1er         | Première participation                          |
| Mozambique     | COSAFA  | 2e          | Phase de groupes (2014)                         |